# Eppenzolder
Eppenzolder (Nedersaksisch: Epnzoalder) is een buurtschap in de Twentse gemeente Haaksbergen in de Nederlandse provincie Overijssel.
Het ligt ten noorden van St. Isidorushoeve. Eppenzolder werd in de middeleeuwen meerdere malen vermeld als Eppensolde (1298-1304) en Eppensole (1316).
In het verleden vormde Eppenzolder samen met de buurschappen Stepelo en Holthuizen een marke.